# John Beasley (színművész)
John Beasley (Omaha, 1943. június 26. – Omaha, 2023. május 30.) amerikai színész.
Ismertebb alakításai voltak a Mindent a győzelemért! (1993), Az apostol (1997), A rettegés arénája (2002), az Emelt fővel (2004), A megtisztulás éjszakája: Anarchia (2014) és a Sinister 2. – Az átkozott ház (2015) című filmekben.
2002–2006 között az Everwood egyik főszereplője volt.

## Magánélete és halála
58 éven át volt Judy Beasley házastársa, két fiuk és hat unokájuk született.
Szülővárosában, a nebraskai Omahában hunyt el egy kórházban, 79 évesen.

## Filmográfia

### Film
| Év   | Magyar cím                         | Eredeti cím               | Szerep                            | Magyar hang     |
| ---- | ---------------------------------- | ------------------------- | --------------------------------- | --------------- |
| 1991 | V, mint Viktória                   | V.I. Warshawski           | Ernie                             | Surányi Imre    |
| 1992 | Kerge kacsák                       | The Mighty Ducks          | Mr. Hall                          |                 |
| 1993 | Mindent a győzelemért!             | Rudy                      | Warren edző                       |                 |
| 1993 | Rakoncátlan szív                   | Untamed Heart             | Cook                              |                 |
| 1994 | Világverők                         | Little Big League         | Roberts                           |                 |
| 1995 | Bármi áron                         | Losing Isaiah             | kukás                             |                 |
| 1997 | Az apostol                         | The Apostle               | C. Charles Blackwell testvér      |                 |
| 1998 | Óvszer módszer                     | Overnight Delivery        | Baker                             | Wohlmuth István |
| 1999 | A tábornok lánya                   | The General's Daughter    | Slesinger ezredes                 | Gyürki István   |
| 1999 | Tűzforró Alabama                   | Crazy in Alabama          | Nehemiah Jackson                  | Buss Gyula      |
| 2000 |                                    | The Operator              | James tiszteletes                 |                 |
| 2000 | Sátáni játszma                     | Lost Souls                | Mike Smythe nyomozó               | Barbinek Péter  |
| 2000 | Rossz álmok                        | The Gift                  | Albert Hawkins                    | Bolla Róbert    |
| 2002 | A rettegés arénája                 | The Sum of All Fears      | Lasseter tábornok                 | Holl János      |
| 2004 | Emelt fővel                        | Walking Tall              | Chris Vaughn Sr.                  | Szalai Imre     |
| 2007 | Apu boldogsága                     | Daddy's Little Girls      | 125-ös családi törvényszék bírója | Kajtár Róbert   |
| 2014 | A megtisztulás éjszakája: Anarchia | The Purge: Anarchy        | Papa Rico Sanchez                 | Kajtár Róbert   |
| 2015 | Álmomban találkozunk               | I'll See You in My Dreams | Mike                              |                 |
| 2015 | Sinister 2. – Az átkozott ház      | Sinister 2                | Rodriguez atya                    | Barbinek Péter  |
| 2019 |                                    | The Turkey Bowl           | Tibbins bíró                      |                 |
| 2020 |                                    | Cowboys                   | Ben, a barátságos ranger          |                 |
| 2020 | Rontás                             | Spell                     | Earl                              |                 |
| 2022 | Tűzgyújtó                          | Firestarter               | Irv Manders                       |                 |

### Televízió
| Év        | Magyar cím                          | Eredeti cím                          | Szerep               | Megjegyzések                                             |
| --------- | ----------------------------------- | ------------------------------------ | -------------------- | -------------------------------------------------------- |
| 1990      |                                     | Brewster Place                       | Mr. Willie           | 4 epizód                                                 |
| 1991      | Szerencsés nap                      | Lucky Day                            | Bo                   | tévéfilm                                                 |
| 1993      |                                     | Laurel Avenue                        | Mr. Coleman          | minisorozat (2 epizód)                                   |
| 1996      | Tanár úrnak szeretettel 2.          | To Sir, with Love II                 | Greg Emory           | tévéfilm                                                 |
| 1997      |                                     | EZ Streets                           | Ogden                | 1 epizód                                                 |
| 1998      | A kiválasztott – Az amerikai látnok | Early Edition                        | Leon Haines százados | 2 epizód                                                 |
| 1998      | A Kaméleon                          | The Pretender                        | gondnok              | 2 epizód                                                 |
| 1999      | Millennium                          | Millennium                           | James Edward Hollis  | 2 epizód                                                 |
| 1999      |                                     | A.T.F.                               | Robert Edward        | tévéfilm                                                 |
| 2000      | Néger sors                          | Freedom Song                         | Jonah Summer         | tévéfilm                                                 |
| 2000      | Húzd meg, ereszd meg                | Disappearing Acts                    | Mr. Banks            | tévéfilm                                                 |
| 2000–2001 | CSI: A helyszínelők                 | CSI: Crime Scene Investigation       | Charles Moore        | 2 epizód                                                 |
| 2000–2003 | Amynek ítélve                       | Judging Amy                          | Henry Bromell bíró   | 3 epizód                                                 |
| 2002–2006 | Everwood                            | Everwood                             | Irv Harper           | főszereplő (89 epizód)                                   |
| 2006      | Az elveszett szoba                  | The Lost Room                        | Gus                  | minisorozat (1 epizód)                                   |
| 2007      | NCIS                                | NCIS                                 | Daryl Hardy          | 1 epizód                                                 |
| 2007      | Boston Legal – Jogi játszmák        | Boston Legal                         | Walter McKay nyomozó | 1 epizód                                                 |
| 2009      | Fuss az álmodért                    | Chasing a Dream                      | Peter Boscow         | tévéfilm                                                 |
| 2010      | CSI: Miami helyszínelők             | CSI: Miami                           | Henry Dawson         | 1 epizód                                                 |
| 2011      |                                     | Harry's Law                          | Ronald Winston bíró  | 1 epizód                                                 |
| 2011      |                                     | Detroit 1-8-7                        | Joe King             | 1 epizód                                                 |
| 2011      |                                     | Treme                                | Don Encalade         | 4 epizód                                                 |
| 2012–2016 |                                     | The Soul Man                         | Barton Ballentine    | - főszereplő (1. évad) - visszatérő szereplő (2–5. évad) |
| 2017      | Henrietta Lacks örök élete          | The Immortal Life of Henrietta Lacks | Cliff                | tévéfilm                                                 |
| 2017      | Sorsdöntő lövés                     | Shots Fired                          | Mr. Dabney           | visszatérő szereplő (6 epizód)                           |
| 2018      | A Rezidens                          | The Resident                         | Mortimer Rosenthal   | 1 epizód                                                 |
| 2019      |                                     | Limetown                             | tiszteletes          | 2 epizód                                                 |
| 2019      | A Mandalóri                         | The Mandalorian                      | csapos               | - 1 epizód - magyar hangja: - Törköly Levente            |
| 2021      |                                     | Your Honor                           | Elijah Davies        | 1 epizód                                                 |

## Fordítás
- Ez a szócikk részben vagy egészben  a   John Beasley (actor) című angol Wikipédia-szócikk ezen változatának fordításán alapul.  Az eredeti cikk szerkesztőit annak laptörténete sorolja fel. Ez a jelzés csupán a megfogalmazás eredetét és a szerzői jogokat jelzi, nem szolgál a cikkben szereplő információk forrásmegjelöléseként.